# Moviment beta

Exemple del moviment beta, sovint confós amb el fenomen fi

El moviment beta és una il·lusió perceptual descrita per Max Wertheimer el 1912, en la qual a partir d'un fons bàsic, es mostren imatges estàtiques que van variant, i que en ser combinades pel cervell es crea una certa sensació de moviment.

## Moviment beta
El moviment beta és una il·lusió òptica en la qual el nostre cervell percep moviment continu a partir d'una successió d'impulsos lluminosos adjacents. És a dir, interpretem que hi ha moviment quan en realitat el que es succeeix és un intercanvi de missatges lluminosos en un entorn concret.

## Exemples d'ús del moviment beta

Exemple del moviment beta

Es podria considerar moviment beta qualsevol tipus d'indicador de leds on es mostri informació.En el següent exemple, sembla que s'estiguin movent els tres punts, quan en realitat el que està passant és que un seguit de punts s'apaguen i s'encenen.

## Història
Les observacions del moviment aparent mitjançant una ràpida successió d'imatges es remunten al segle XIX. El 1833, Joseph Plateau va introduir el que es va conèixer com el fenakistiscopi, un primer dispositiu d'animació basat en un efecte estroboscòpic. Sovint es va suposar que l'efecte d'animació es devia a la persistència de la visió en forma d'imatges posteriors a la retina o a un procés mental que omplia els intervals entre les imatges.
El 1875, Sigmund Exner va demostrar que, en les condicions adequades, la gent veurà dues espurnes elèctriques ràpides, separades espacialment però estacionàries com una sola llum movent-se d'un lloc a un altre, mentre que els flaixos més ràpids s'interpretaven com un moviment entre dues llums estacionàries. Exner va argumentar que la impressió de la llum en moviment era una percepció (d'un procés mental) i el moviment entre les llums estacionàries com un sentit pur.
El 1912, Max Wertheimer va escriure un article influent que portaria a la fundació de la psicologia de la Gestalt. En els experiments comentats, va preguntar als subjectes de prova què veien quan veien projeccions successives de taquistoscopi de dues formes similars en dues ubicacions alternes en una pantalla. Els resultats variaven en funció de la freqüència dels flaixos del taquistoscopi. A baixes freqüències, es van percebre successives aparicions de figures similars en diferents punts. A freqüències mitjanes, semblava que una figura es mogués d'una posició a la següent, considerada com a "Bewegung òptim" (moviment òptim) per Wertheimer. No es va veure cap forma entre els dos llocs. A velocitats més altes, quan els subjectes de prova creien que veien les dues figures de parpelleig ràpid més o menys simultàniament, es va veure un fenomen sense objecte en moviment entre i al voltant de les figures projectades. Wertheimer va utilitzar la lletra grega φ (phi) per designar les il·lusions de moviment i va pensar en la il·lusió sense objecte d'alta freqüència com un "fenomen phi pur", que suposava que era una experiència sensorial més directa del moviment. El treball de Wertheimer es va fer famós a causa de les seves demostracions del fenomen phi, mentre que la il·lusió de moviment òptima es considerava com el fenomen conegut a les pel·lícules.
El 1913, Friedrich Kenkel va definir diferents tipus d'il·lusions de moviment trobades en els experiments de Wertheimer i els experiments posteriors de Kurt Koffka (que havia estat un dels subjectes de prova de Wertheimer). Kenkel, un col·laborador de Koffka, va donar a la il·lusió òptima de moviment (amb l'aparició d'una figura que es mou d'un lloc a un altre) la designació "β-Bewegung" (moviment beta).

## Experiment del moviment beta
El típic experiment per a demostrar el moviment beta es basa en una audiència observant una pantalla, on es projecten dues imatges que es van repetint successivament. La primera imatge mostra una pilota a la seva esquerra, mentre que la segona imatge, la pilota és a la dreta. Aquestes imatges seran mostrades a més o menys velocitat, i després de cada mostra a una velocitat concreta, es preguntarà a l'audiència què veu.
A unes certes combinacions de temps i espai entre les dues imatges, l'audiència notarà 
una certa sensació de moviment per part de la pilota.
El moviment beta també pot crear la il·lusió de moviment endavant i endarrere respecte a l'audiència. Això senzillament s'aconsegueix fent que la pilota d'un costat sigui més gran que la de l'altre. En fer l'experiment en aquests casos, l'audiència informarà que la pilota s'allunya i s'apropa alternativament.

## El moviment beta NO és el fenomen fi
Si bé els dos creen sensació de moviment, el fenomen fi es pot considerar com un moviment aparent causat per un seguit d'impulsos lluminosos en seqüència, el moviment beta és un moviment aparent a causa d'impulsos lluminosos estacionaris.